# The Story of the Kelly Gang
The Story of the Kelly Gang é um filme mudo australiano de 1906 que mostra a vida do lendário fora da lei Ned Kelly (1855-1880), escrito e dirigido por Charles Tait. Foi lançado na Austrália em 26 de dezembro de 1906 e no Reino Unido em janeiro de 1908. O filme teve um custo estimado de £1,125 e foi filmado em Melbourne.
Apenas cerca de 10 minutos eram conhecidos por terem sobrevivido. Em novembro de 2006, o National Film and Sound Archive divulgou um novo restauro digital que incorporou 11 minutos de material recentemente descoberto no Reino Unido, aumentando a duração do filme para 17 minutos, e incluindo a cena-chave da última posição de Kelly. No entanto, uma cópia do livreto de programação também sobreviveu, com ambos os extratos de jornais contemporâneos da captura da quadrilha, e uma sinopse do filme, em seis "cenas".
Em 2007 The Story of Kelly Gang foi inscrito na Memória do Registro Mundial da UNESCO.

## Elenco
- Frank Mills ... Ned Kelly
- Elizabeth Tait ... Kate Kelly
- John Tait ... School Master
- Norman Campbell ... Steve Hart
- Bella Cola
- Will Coyne ... Joe Byrne
- Sam Crewes ... Dan Kelly
- Jack Ennis
- John Forde
- Vera Linden
- Ollie Wilson
- E.J. Tait (não creditado)
- Frank Tait (não creditado)